# دارسي سوين
دارسي سوين (بالإنجليزية: Darcy Swain)‏ هو لاعب اتحاد الرغبي أسترالي، ولد في 7 مايو 1997.